# ボンざわーるど
ボンざわーるど（本名：溝黒 和昭（みぞくろ かずあき）、1979年6月14日 - ）は、日本のお笑い芸人。大阪府大阪市阿倍野区出身。吉本興業東京本社（東京吉本）所属。
元カナリアのツッコミ担当（安達曰くユニーク担当）。旧芸名はボン溝黒（ぼんみぞくろ）。カナリア解散後は「ボンざわーるど」と改名しピン芸人となる。2020年12月から吉本新喜劇座員。大阪府立阿倍野高等学校出身。身長163cm、体重50kg。

## プロフィール
実家は昭和町の『洋菓子ボストン』で、本名の『和昭』は地名の入れ替え、 『ボン』と言う現在の芸名は実家の「ボストン」から来ている。 実家で販売している大阪ヨーグルトケーキはネットでも大人気。また、コンピュータボードゲーム「桃太郎電鉄」のゲーム監督さくまあきらが洋菓子ボストンのヨーグルトケーキを食べて美味しかった事から、天王寺駅の物件の1つ「ヨーグルトケーキ屋」としてゲーム内に登場している。元々天王寺駅は物件駅ではなかったが、ヨーグルトケーキ屋を物件として登場させるために物件駅に昇格させたという。
3人兄弟の末っ子。幼少時代は野球が大好きで、小学校の頃はソフトボール（ポジション・ベンチ）、中学時代は野球部（3年キャプテンでポジション・ベンチ）高校時代も野球部（副キャプテン・ブルペンキャッチャー）だった。
小学校時代、同級生で最初にセンター分けをした。
以前より、恋人の存在は公言し、トークでもよく話す（よしもとオンラインでは名前も明かしている）。しかし2010年2月22日のAGE AGE LIVEにて破局を発表した。2019年2月12日、一般女性と入籍したことを、ライセンスの「よしログ」（GYAO!）で発表。
2020年12月1日から再び大阪に戻り吉本新喜劇の座員になった。

## 芸風
ネタの最中や最後に右手を高く上げて、メガネをずらし舌を出すポーズを取る（爆笑レッドカーペットにおいて今田耕司から「40年前の笑い」と評される）。
ピンネタとして河童ネタがある。内容としては、河童の紙芝居･河童の一発ギャグ･河童のこんな○○はイヤだ、などがある（昔は、R-1や単独ライブなどでのみ披露していたが、安達が体調不良の際にはルミネやAGE AGE LIVEで披露していた。

## エピソード
- カナリアの前は三浪昇と『ババリア』と言うコンビを組んでいた。なおカナリア結成後に先輩から「コンビ名があまり変わっていない」と突っ込まれたことがある。
- 髪型は天然パーマである。
- 嫌煙者で元相方の安達と同じく、尖端恐怖症(先端恐怖症)である。
- 川島明（麒麟）の家に居候していたが、18万円の新品の洗濯機の中に入り壊したり、番組のトップ賞でもらった1個1,000円のみかんをすべて食べてしまい家を追い出された。
- 梶原雄太（キングコング）に彼女を略奪された事がある。
- 後輩芸人のアームストロング（とにかく明るい安村が所属）やラフ・コントロール（特に重岡謙作）からは先輩扱いされていない。重岡からは永遠ペット扱いのボケをされ最後に「俺先輩やぞ!」のツッコミで終わる。安達曰く「このセリフを数回に一回はかむ」。しかし楽屋では後輩に厳しいらしく、ちなみに一番キビしく接している後輩は、福田恵悟（LLR）。
- 相方の好きな所はネタを書いてくれる所（1月7日のよしもとオンラインにて発言）。
- 後藤輝基（フットボールアワー）等とよく旅行に行ったりする。
- 天然ボケ。後藤曰く、人をいらいらさせる達人。
- 歌舞伎町で拾った「テト」という猫を飼っている。その後、知り合いから「ユパ」という猫を引き取る。2017年の冬、テトを不注意で逃がしてしまう。テトが戻った時に、室内に入れるようにドアを開けて出かけたら、今度はユパが行方不明に。3日後、ユパは見つかるが、テトが戻るには20日程要した。しかし、戻ったテトの様子が変わってしまっていたこともあり、別の猫を拾ってきたのでは？と疑われた。（[3]TV番組の企画でテトを見つけた時の動画を専門家に見せると、安心している様子だったとのことなので、実際はテトがちゃんと戻ってきたと考えられる。）
- 様々なレシピのたこ焼きを作るのがうまく、テレビ番組で腕前を披露したこともある。
- ロケのバイク事故で頭を打ち、3日間意識を失って入院した。本人いわく「三途の川をみた」。(麒麟の60分内「ボン溝黒どアホ裁判」による)
- ボン溝黒の部屋は汚く、土足でなければ入れないほど汚いとのこと。蚊も大量発生しており、フルーツポンチ村上健志、デヴィ夫人が蚊に刺される被害にあった｡ちなみにこの部屋は2012年7月26日放送の黄金伝説の企画でオードリーと松居一代の協力のもと､一日がかりで掃除した結果綺麗にはなった｡
- また、白いブリーフを履いており、ブリーフの黄色い汚れがまだ残っているのにもかかわらず干してあり、村上健志が悲鳴を上げてしまったほど汚かった。
- AKB48の熱烈なファンであり、小森美果推し。過去に劇場公演での生誕祭で委員を務めたこともある。小森美果卒業後は大森美優に推し変し、小森から大森推しになる。
- カナリアの解散はボンからの申し出。2017年中に解散したがったが、2月にチーモンチョーチュウとの定期ライブが既に決まっていたため、解散は3月となった。しかもボン本人は解散ライブはしたくなかった[4]。ボンがデザインした解散ライブのポスターでは自分だけが泣いており、別撮りでの普通に手を振るだけだった安達は「泣きたいのはこっち」とボンに怒っていた。しかし解散ライブでは大阪・東京ともにボンだけが泣いていた。
- 同じ事務所の中山功太は高校の後輩。
- 野性爆弾くっきー！肉糞亭一門であり、ボンは肉糞亭友の会。

## 出演
※ピンでの出演。コンビとしてはカナリアを参照。

### テレビ
- クイズ!紳助くん（朝日放送）ババリアとして
- マラソン（テレビ神奈川）第二走者
- AKBINGO!（日本テレビ、不定期出演） - AKB検定、実況解説など
- おはスタ 第1部（2012年4月 - 2014年4月、テレビ東京）
- よしもと新喜劇（毎日放送）

### ラジオ
- ナリふり!!!（2020年11月 - 、KBS京都ラジオ）

### 舞台
- 舞台 増田こうすけ劇場 ギャグマンガ日和（2015年9月16日 - 21日、博品館劇場）- クマ吉 役
  - 舞台 増田こうすけ劇場 ギャグマンガ日和 デラックス風味（2016年4月6日 - 10日、AiiA 2.5 Theater Tokyo）- クマ吉 役